# Metriopelia morenoi
Metriopelia morenoi là một loài chim trong họ Columbidae.